# Відрядження
Відря́дження  — поїздка працівника за розпорядженням керівника підприємства, установи, організації для виконання службового доручення поза місцем постійної роботи.
Працівникам, які відбувають у відрядження, гарантується збереження місця роботи (посади) і середнього заробітку, виплачуються добові за час перебування у відрядженні, вартість проїзду до місця призначення і назад та витрати на житло в порядку і розмірах, визначених чинним законодавством (ст. 121 Кодексу законів про працю України).